# Viveka
Viveka (sanskrit IAST ; devanagari : विवेक) est un concept utilisé dans la philosophie indienne qui signifie « discernement », et qui est personnifié dans la mythologie hindoue par le fils de Manas et  Nivritti.
Selon Jean Herbert, « la plupart des moralistes et maîtres spirituels de l’Inde donnent la toute première place à deux vertus nommées vairâgya, le renoncement, et viveka, le discernement, que Shrî Râmakrishna appelle "les deux agents purificateurs de l'âme", et qui, bien que de nature en apparence fort différentes, sont en réalité interdépendantes. Si en effet viveka est au premier chef la discrimination entre le Réel et l’irréel, c’est-à-dire entre Brahman et Mâyâ, dans la pratique il revient à distinguer entre ce qui nous rapproche de la vision du réel et ce qui nous en éloigne. [...] Si viveka permet de discerner l’égoïsme, qui est le grand obstacle à tout progrès spirituel, vairâgya fournit le moyen de s’en débarrasser. »